# Zona neutra Arábia Saudita-Iraque

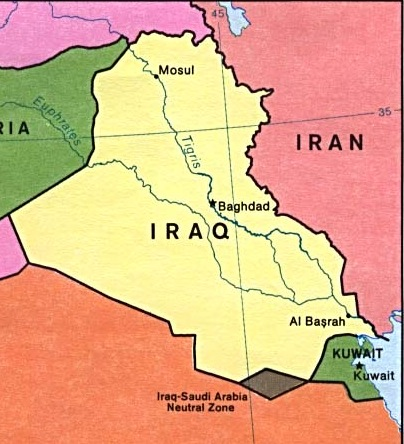
A Zona neutra Iraque-Arábia Saudita em 1990 (em marrom).

A Zona neutra Iraque-Arábia Saudita era uma área de 7 044 km² na fronteira entre a Arábia Saudita e o Iraque, no qual a fronteira entre os dois países não tinha sido resolvida. O Tratado de Muhammarah (Khorramshahr) de 5 de maio de 1922, evitou o conflito iminente entre a Grã-Bretanha, que realizou o mandato para o Iraque e o Sultanato do Négede, que mais tarde tornou-se a Arábia Saudita (quando combinado com o Reino de Hejaz). O tratado especificamente evitou definir limites. Na sequência de negociações, o Protocolo de Uqair (Uqayr), em 2 de dezembro de 1922, definiu a maior parte das fronteiras entre os dois países e criou a zona neutra 
Nenhum edifício militar ou permanentes poderiam ser construídos dentro ou perto da zona neutra  e os nômades de ambos os países deveriam ter livre acesso aos seus pastos e poços.
A divisão administrativa da área foi concluída em 1975, e um tratado de fronteiras foi concluído em 1981. Por razões desconhecidas, o tratado não foi apresentado as Nações Unidas  e nenhum país fora do Iraque e da Arábia Saudita foi notificado da mudança ou mapas publicados mostrando os detalhes da nova fronteira. Durante a Guerra do Golfo, com início em 1991, o Iraque cancelou todos os acordos internacionais com a Arábia Saudita desde 1968. A Arábia Saudita responde com o registro de todos os acordos de fronteira negociados anteriormente com o Iraque na Organização das Nações Unidas em junho de 1991. Assim terminou a existência legal da zona neutra Saudita-Iraquiana.
O United States Office of the Geographer considerava a zona neutra como uma fronteira aproximada, e baseou-se em mapas oficiais de uma linha divisória através do centro do território.